# 국제 이론 물리 센터

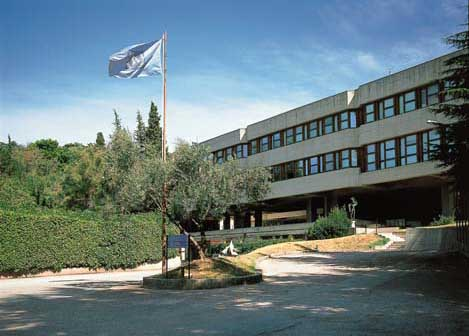

국제 이론 물리 센터(Abdus Salam International Centre for Theoretical Physics, ICTP)는 이탈리아 정부와 두 개의 유엔 기구인 유네스코와 국제 원자력 기구(IAEA)의 3자 협의에 의해서 1964년 이탈리아 북동부 아드리아해 연안의 트리에스테 시에서 북쪽으로 10km정도 떨어진 곳에 설립된 이론 물리, 수학 연구소이다.
이 연구소의 주된 목적은, 개발도상국의 이론 물리와 수학의 연구를 지원하고 장려하는 것이다. 개발도상국을 지원한다는 의미에서, 이 연구소의 이름 앞에는 파키스탄 출신의 노벨 물리학상 수상자인 압두스 살람의 이름이 붙어 있다.

## 같이 보기
- 합동원자핵연구소